# Zellerrain Straße
Die Zellerrain Straße (B 71) ist eine Landesstraße in Österreich. Sie führt auf einer Länge von 30,5 km durch die Ybbstaler Alpen. Die Zellerrain Straße beginnt am Grubberg, wo sie von der Erlauftalstraße B 25 abzweigt, und folgt zunächst dem Oberlauf der Ybbs (lokal Ois genannt) talaufwärts. Unterhalb der Goganzmauer setzt sie ihren Weg über den Zellerrain fort, nach dem sie benannt ist. Die Straße endet östlich des Passes in Mariazell in der Steiermark.

## Lage

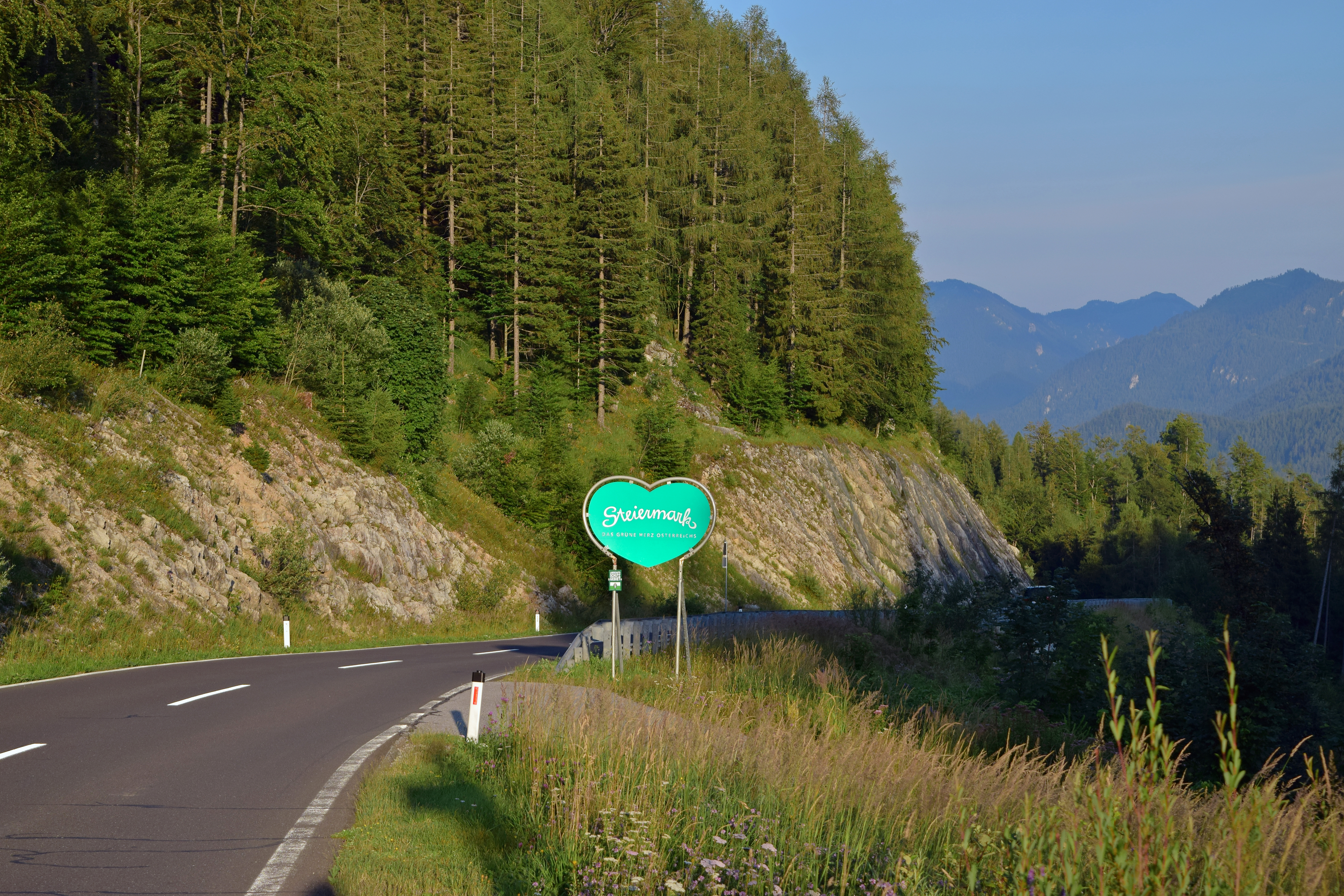
Blick von der Passhöhe auf die Südrampe

Die Straße führt durch weitgehend dünn besiedeltes, waldreiches Bergland. Die einzigen größeren Ansiedlungen sind Maierhöfen, von wo eine Verbindungsstraße nach Lackenhof am Ötscher abzweigt, und die ehemalige Holzfällersiedlung Neuhaus am Zellerrain. Alle diese Orte gehören zur Gemeinde Gaming. Über eine Gemeindestraße ist auch Lunz am See an die Zellerrainstraße angebunden.

## Geschichte
Die Zellerrain Straße gehört seit dem 1. Jänner 1973 zum Netz der Bundesstraßen in Österreich. Die Zellerrain Straße befand sich wie die anderen ehemaligen Bundesstraßen in der Bundesverwaltung. Seit 1. April 2002 steht sie unter Landesverwaltung und führt zwar das B in der Nummer weiterhin, nicht aber die Bezeichnung Bundesstraße.
Sie wies im steirischen Abschnitt östlich des Passes eine maximale Steigung von 22 % auf. Aufgrund der großen Steigung und der für diese Gegend typischen rauen Wetterverhältnisse war sie bei Schneefall häufig gesperrt. Mit der Neutrassierung im Jahre 2004 ist die Steigung auf max. 12–15 % verringert worden.

## Verlauf
Die Straße zweigt in Grubberg beim Grubberg (Pass) von der Erlauftalstraße südostwärts ab und führt hinab ins Tal der Ois, also dem Oberlauf der Ybbs, dem sie flussaufwärts via Neuhauser Bach und weiterer kleiner Seitengräben bis zum Zellerrain folgt. Der Pass liegt zwischen Hochschauer und Brunnsteinalm auf der Landesgrenze Steiermark-Niederösterreich in den Niederösterreichisch-steirischen Kalkalpen. Bergab bis Rasing bei Mariazell nutzt die Straßenverbindung einen Oberlauf des Grünaubachs bis Rasing bei Mariazell, wo sie in die Mariazeller Straße im Salzatal mündet.